# Heroes of Might and Magic II: The Succession Wars
Heroes of Might and Magic II: The Succession Wars är den andra delen i den turordningsbaserade spelserien Heroes of Might and Magic, utvecklat av New World Computing och utgivet av The 3DO Company år 1996.

## Expansioner
- Heroes of Might and Magic II: The Price of Loyalty (1997)